# Mesonoemacheilus pambarensis
Mesonoemacheilus pambarensis és una espècie de peix de la família dels balitòrids i de l'ordre dels cipriniformes.

## Hàbitat
És un peix d'aigua dolça, bentopelàgic i de clima tropical.

## Distribució geogràfica
Es troba a Àsia: el riu Pambar als Ghats Occidentals (Kerala, l'Índia).

## Amenaces
La seua principal amenaça és la introducció d'Oreochromis mossambicus.